# Stojan Vrljić
Stojan Vrljić (Bogodol, 1950. – Mostar, 13. travnja 2012.) bio je hrvatski književnik i profesor iz BiH.

## Životopis
Rođen je u Bogodolu kod Mostara. Osnovnu školu pohađao je u Vođincima kraj Vinkovaca i na Širokom Brijegu gdje je završio i gimnaziju. Diplomirao je 1974. godine na Filozofskom fakultetu u Zagrebu na Odsjeku za jugoslavenske jezike i književnost. Također je u Zagrebu magistrirao 1980., a doktorirao 1988. godine temom „Kontrastivna lingvostilistička analiza njemačkih verzija iz opusa Ive Andrića”.
Radio je kao profesor hrvatskog jezika u Uskoplju, Bugojnu i Rottweilu. Nakon povratka iz inozemstva radi kao profesor hrvatskog jezika na Pedagoškom fakultetu u Mostaru gdje je bio i dekan. Predavao je i na Filozofskom fakultetu u Splitu. Također, bio je ravnatelj Instituta za hrvatski jezik, književnost i povijest.
Za vrijeme rata bio je gradonačelnik Mostara. Umro je 13. travnja 2012. u Mostaru.

## Djela
- „Andrić u njemačkom” (1991., 2000.)
- „Jezik naš hrvatski” (2000.)
- „Kontrastivna lingvostilistička analiza iz opusa Ive Andrića” (2005.)

### Članci
- Matić, Martina. 2013. In memoriam Stojan Vrljić (1950. – 2012.). Hum. Sveučilište u Mostaru – Filozofski fakultet. Mostar.  (10): 503–504